# Lilija Wajhina-Jefremowa
Lilija Mykolajewna Wajhina-Jefremowa (ukrainisch Лілія Миколаївна Вайгіна-Єфремова, wiss. Transliteration Lilija Jefremova, russisch Лилия Николаевна Вайгина-Ефремова; * 15. April 1977 in Tscheboksary, Tschuwaschien) ist eine russisch-belarussisch-ukrainische Biathletin.
In ihrer seit 1999 andauernden internationalen Karriere gelangen Wajhina-Jefremowa zwei Einzel-Podestplatzierungen im Weltcup, darunter auch eine Bronzemedaille bei den Olympischen Spielen 2006 im Sprint. Dazu siegte sie mit der belarussischen Staffel bei einem Weltcup.

## Karriere

### Anfangsjahre als russische Athletin (1999–2002)
Jefremowa begann 1987 im Alter von zehn Jahren mit dem Biathlon. Ihr erster Start im Biathlon-Weltcup, der höchsten Wettkampfklasse ihres Sports, datiert aus der Saison 1999/2000, als sie am Sprint in Pokljuka teilnahm. Ihr dortiges Ergebnis, einen 77. Rang unter 91 Starterinnen, verbesserte sie wenige Tage später, als sie bei einem weiteren Sprint 36. wurde und die Punkteränge nur knapp verpasste. Auch den vierten Weltcup in Oberhof beendete die damals für Russland startende Athletin höchst erfolgreich, da sie überraschend Achtzehnte im Sprint wurde und damit ihre ersten Weltcuppunkte sammelte. In der folgenden Verfolgung hielt sie diese Platzierung nicht und fiel mit sechs Schießfehlern auf den 42. Rang zurück. In Antholz erreichte Jefremowa weitere Punkte für den Gesamtweltcup, indem sie sich im Sprint auf Rang 21 und in der Verfolgung auf dem 29. Platz einreihte. Diese gute Form rettete sie auch bis zu den Europameisterschaften 2000 in Zakopane, wo sie im Sprint zunächst Sechzehnte, in der Verfolgung sogar Zehnte wurde. Die Europameisterschaften besitzen im Biathlon jedoch einen niedrigeren Stellenwert, sodass nicht alle Spitzenläuferinnen dort starteten. In die Saison 2000/01 stieg die Russin erst spät ein und sammelte bei zwei Weltcup-Starts keine Punkte mehr. Dafür nahm sie erneut sehr erfolgreich an den Europameisterschaften teil, dort gewann sie zwei Silbermedaillen in Staffel und Verfolgung. In der Verfolgung blieb sie als einzige Athletin fehlerfrei und verbesserte sich so um neunzehn Plätze im Vergleich zum Sprint. Den Sieg, der an die Deutsche Katja Beer ging, verpasste sie um 15 Sekunden. Mit etwa dem gleichen Rückstand auf die deutschen Sieger gewann die russische Staffel Silber. In dieser gingen neben Jefremowa auch die beiden Weltmeisterinnen Olga Saizewa und Olga Romasko sowie Vize-Weltmeisterin Natalja Sokolowa an den Start. Bei den Weltmeisterschaften 2001 erreichte sie im Einzel den 27. Rang mit drei Schießfehlern, dies blieb jedoch ihr einziger Start bei diesen Weltmeisterschaften.
In der Saison 2001/02 setzte sich Jefremowa gegen ihre starken nationalen Konkurrentinnen nicht durch und wurde so weder für den Weltcup noch für die Olympischen Winterspiele in Salt Lake City nominiert. Letzteres gab schließlich den Ausschlag, den Verband in Richtung Belarus zu wechseln, obwohl sie zuvor mit der russischen Staffel erneut Europameisterschaftssilber geholt hatte. In den weiteren Wettkämpfen jener Europameisterschaften kam sie nicht unter die besten Zehn.

### Ein erfolgreiches Jahr für Belarus (2002–2003)
Nach dem Verbandswechsel kam Jefremowa regelmäßig im Weltcup zum Einsatz. Als Achte beim ersten Saisonsprint im schwedischen Östersund platzierte sie sich erstmals im Weltcup unter den Top 10. Dazu verpasste sie bei ihrem ersten Staffelrennen als Vierte nur knapp das Podium, wobei die Belarussin als zweite Läuferin für die einzige Strafrunde sorgte. Bei der folgenden Weltcupstation in Pokljuka knüpfte sie nicht an die Erfolge vom Weltcupauftakt an, dafür feierte sie bei der dritten Station in Osrblije den ersten Weltcupsieg mit der Staffel. Als Startläuferin hatte Jefremowa diesmal nur einen einzigen Nachlader benötigt. Als eine der dreißig bis dahin erfolgreichsten Athletinnen der Saison durfte sie auch am ersten Massenstart ihrer Karriere teilnehmen, den sie in Oberhof als 29. und damit letzte der klassierten Starterinnen beendete. In den darauffolgenden Wettkämpfen verpasste die Belarussin häufig weitere Weltcuppunkte, konnte aber dank ihres guten Saisonstarts weiterhin am Massenstart teilnehmen, wo ihr mehrere ordentliche Resultate und damit Punkte gelangen. Auch in der Staffel hielt sie ihre Leistung, dort standen nach der Saison zwei zusätzliche Podiumsplatzierungen – ein zweiter und ein dritter Rang – zu Buche. Insgesamt erreichte sie im Gesamtweltcup den guten 34. Platz, im Massenstartdisziplinenweltcup wurde sie sogar 25. Den Staffelweltcup beendeten die Belarussen auf dem dritten Rang. Jefremowa gewann auch bei den Europameisterschaften 2003 eine weitere Medaille, Bronze mit der Staffel, ging aber trotz Meldung nicht bei den Sommerbiathlon-Weltmeisterschaften des Jahres an den Start. Noch im gleichen Jahr wechselte die Belarussin wegen Unstimmigkeiten mit dem Trainer erneut den Verband, diesmal nahm die Ukraine sie auf.

### Erfolglose erste Jahre in der Ukraine (2003–2005)
Im Gegensatz zur belarussischen Mannschaft besaß das Team der Ukraine zu Beginn des Weltcups 2003/2004 noch keinen Kader, der podiums- oder sogar siegreif gewesen wäre. So hatte sich die neue Mannschaft Jefremowas im Weltcup 2002/03 nur auf dem 14. Rang der Nationenwertung platziert. Dementsprechend war es schon ein Erfolg, als sich die ukrainische Staffel beim ersten Saisonweltcup auf dem neunten Rang (und damit einen Platz vor Belarus) klassierte. Dabei hatte der Neuzugang selbst mit den einzigen beiden Strafrunden ein noch besseres Resultat verhindert. Beim zweiten Sprint von Hochfilzen sammelte Jefremowa die ersten Weltcuppunkte für die Ukraine, dazu wurde sie in der Verfolgung von Osrblije 24. Es folgten keine weiteren Punkte, sodass sie das gute Ergebnis vom vorjährigen Gesamtweltcup nicht halten konnte. Bei ihrer zweiten Teilnahme an Weltmeisterschaften verpasste die Ukrainerin ebenfalls ein Top-30-Resultat, dafür erreichte sie bei den Europameisterschaften wieder mehrmals sie besten Zehn. Bei den teilweise auch gut besetzten Sommer-Grand-Prix-Wettbewerben gelang ihr unter anderem ein siebter Platz.
Die Saison 2004/05 begann für Jefremowa noch weniger erfolgreich. Bei den ersten sieben Weltcup-Station blieb sie ohne Punkte bei Einzelrennen, nur mit der Staffel erreichte sie einmal einen zehnten Platz. Erst beim letzten Weltcup vor den Weltmeisterschaften kam sie wieder in Form und wurde sogar Sprintelfte mit zwei Fehlern. In der darauffolgenden Verfolgung fiel sie mit sechs Fehlschüssen zwar auf den 30. Rang zurück, erhielt aber zumindest einen weiteren Weltcuppunkt. Bei den Weltmeisterschaften verpasste sie im Einzel als 31. knapp die Punkteränge, in den restlichen Wettbewerben dagegen deutlich.

### Vom Überraschungserfolg bei Olympia bis heute (2005–2009)
Zum Auftakt des Weltcups 2005/2006 sah es für Jefremowa zunächst wieder nach einer erfolglosen Saison aus, obgleich sie als 26. der ersten Saisonverfolgung wieder Punkte holte. Überraschend folgte bei der dritten Weltcupstation ein dritter Rang im Sprint – ihre erste Einzelpodestplatzierung im Weltcup – und der fünfte Platz in der folgenden Verfolgung. Bei den weiteren Wettkämpfen knüpfte sie nicht an diese Erfolge an und sammelte nur noch wenige Punkte, sodass sie nicht als eine Favoritin zu ihren ersten Olympischen Winterspielen in Turin 2006 reiste. Dort gewann sie jedoch die Bronzemedaille im Sprint, was ebenfalls unerwartet kam, die Ukrainerin profitierte jedoch wie die Überraschungssiegerin Florence Baverel-Robert von dem nachlassenden beziehungsweise aufhörenden Schneefall. In der Verfolgung fiel sie durch drei Schießfehler auf den achten Platz zurück, im Massenstart wurde sie 17. Bei den restlichen Weltcups gelang ihr noch ein 12. Platz, insgesamt platzierte sie sich im Gesamtweltcup auf Rang 26. Die folgende Saison misslang ihr; bei nur vier Einsätzen erreichte sie keinen Weltcuppunkt.
In guter Form zeigte sich Jefremowa dagegen bei den Sommerbiathlon-Weltmeisterschaften 2007, wo sie im Rollski-Sprint als Silbermedaillengewinnerin nur eine Sekunde Rückstand auf Siegerin Kaisa Mäkäräinen aus Finnland hatte. Im Weltcup dagegen schaffte sie erneut keine Top-Resultate, ihr bestes Ergebnis blieb ein 21. Platz. Bei den Europameisterschaften 2008 gewann sie mit Bronze im Einzel nach fünf Jahren Unterbrechung ihre fünfte Europameisterschaftsmedaille. In der Saison 2008/2009 gelangen ihr bisher zwei 22. Ränge, nach Aussage ihres Trainers Jewgenij Kolupajew schwächelt sie derzeit beim Schießen.

## Biathlon-Weltcup-Platzierungen
Die Tabelle zeigt alle Platzierungen (je nach Austragungsjahr einschließlich Olympische Spiele und Weltmeisterschaften).
- 1.–3. Platz: Anzahl der Podiumsplatzierungen
- Top 10: Anzahl der Platzierungen unter den ersten zehn (einschließlich Podium)
- Punkteränge: Anzahl der Platzierungen innerhalb der Punkteränge (einschließlich Podium und Top 10)
- Starts: Anzahl gelaufener Rennen in der jeweiligen Disziplin
- Staffel: inklusive Mixed- und Single-Mixed-Staffeln

| Platzierung                      | Einzel | Sprint | Verfolgung | Massenstart | Staffel | Gesamt |
| -------------------------------- | ------ | ------ | ---------- | ----------- | ------- | ------ |
| 1. Platz                         |        |        |            |             | 1       | 1      |
| 2. Platz                         |        |        |            |             | 1       | 1      |
| 3. Platz                         |        | 2      |            |             | 1       | 3      |
| Top 10                           |        | 3      | 2          |             | 15      | 20     |
| Punkteränge                      | 4      | 18     | 15         | 7           | 21      | 65     |
| Starts                           | 18     | 58     | 29         | 7           | 21      | 133    |
| Stand: nach der Saison 2009/2010 |        |        |            |             |         |        |